# Cream Sherry
Cream sherry (milk sherry) - słodka odmiana sherry pochodzenia hiszpańskiego o zawartości alkoholu 18-20%. Jest to mieszanka win Oloroso, Amontillado i PX. Napój powstał w XVI w. w Andaluzji (Hiszpania).